# Palais Hongran
Le palais Hongran de Fiano est un imposant immeuble de logements de Nice datant du XVIIIe siècle. Il est situé au no 2 rue Saint-François-de-Paule. 

## Historique
L'immeuble est construit par la famille des comtes de Hongran, originaire de Saint-Sauveur-sur-Tinée. Il a été édifié dans le nouveau quartier de la ville, Vila nova, par agrandissement de la ville vers l'embouchure du Paillon, à partir de 1717, après la destruction des remparts par les armées françaises, en 1706.
Au moment des premiers projets pour la construction des Terrasses devant la plage, à l'ouest de la colline du château, Jean-François Michaud propose de construire le palais Hongran à leur extrémité. Joseph Antoine Hongran, notaire et commerçant originaire de Saint-Sauveur-sur-Tinée, installé à Nice dans les années 1740, a acheté le terrain en 1760, mais la construction ne commence pas immédiatement à cause d'un problème d'alignement avec les Terrasses et le palais Héraud. Il meurt en 1765 laissant sa fortune à son fils cadet, Joseph-François Hongran. Ce dernier a fait construire le palais, dont les travaux se sont achevés en 1772. Joseph-François Hongran a acheté le titre de comte de Fiano en 1772. Mais il se ruine dans de mauvaises affaires et son palais est racheté par un de ses anciens associés, le commerçant Chabaud. Il est interné au château de Villefranche en 1782. Il est mort sans descendant pour lui transmettre le titre de comte de Fiano.
Derrière la partie centrale de la façade se trouve un magnifique escalier réalisé avec des plafonds rampants.
Il est confisqué à la Révolution. Napoléon Bonaparte, nommé au commandement de l'Armée d'Italie, séjourne au dernier étage de l'immeuble du 26 mars au 2 avril 1796.
À partir de 1838, il a abrité une petite bibliothèque et un musée municipal. Guillaume Apollinaire l'a fréquenté en 1897 pour préparer l'examen du baccalauréat au lycée de Nice : « Il a écrit à sa fiancée, Madeleine : À la petite bibliothèque de Nice, j'ai lu avec volupté l'Histoire de la Provence de Nostradamus et m'inqiétais du Fraxinet des Sarrazins, loin des musiques, des confettis de plâtre et des chars carnavalesques ». La famille d'Apollinaire a quitté Nice en 1899.
L'édifice est inscrit au titre des monuments historiques le 2 décembre 2010.